# Hofpleinlijnviaduct
Het Hofpleinlijnviaduct (ook wel de De Hofbogen) is een 1,9 kilometer lang buiten gebruik gesteld spoorwegviaduct in Rotterdam-Noord. Op 1 oktober 1908 werd het in gebruik genomen als onderdeel van de eerste elektrische spoorlijn van Nederland, de Hofpleinlijn van Rotterdam Hofplein naar Scheveningen. Tot 16 augustus 2010 reed RandstadRail over het viaduct.
Het Hofpleinlijnviaduct is de eerste grote constructie van gewapend beton in Nederland en werd gebouwd tussen 1904 en 1908. Het viaduct telt 189 bogen die oorspronkelijk open zouden blijven, maar al in 1909 was een goed deel van de ruimtes onder de bogen als bedrijfsruimte verhuurd. In de jaren dertig waren er zelfs plannen om noodwoningen te maken onder de bogen. Nog steeds zijn de meeste bogen in gebruik als opslagruimte en dergelijke. Halverwege het viaduct ligt het opgeheven station Rotterdam Bergweg.
In juni 2006 is de treindienst van de Nederlandse Spoorwegen over het viaduct opgeheven. Tot 16 augustus 2010 reed RandstadRail nog over het Hofpleinlijnviaduct, waarbij op station Bergweg niet meer werd gestopt. Na die datum werd gereden door een nieuw aangelegd tunneltraject door de wijk Blijdorp en had het viaduct geen spoorfunctie meer.
Stichting Hofpleintrein heeft de intentie een originele treinwagen (de mBD9952, uit 1914 en destijds eigendom van de ZHESM) naar Rotterdam terug te halen, op te knappen en in overleg met de nieuwe eigenaar terug op het dak te plaatsen.

## Hofbogen
Het bouwwerk werd in 2006 eigendom van enkele Rotterdamse woningcorporaties. De status van rijksmonument stelt de toekomst van het Hofpleinlijnviaduct veilig. De rails en de restanten van de stations Bergweg en Hofplein worden geruimd, waarna het plan van de woningcorporaties was om het viaduct geschikt te maken als park en huisvesting van bedrijven. Sommigen, zoals de Fietsersbond, zagen in het viaduct een bruikbaar fietspad, maar dat werd geen realiteit. De meer recente delen van het viaduct over de spoorlijn naar Utrecht en de A20, die geen monumentenstatus genoten, werden in mei 2011 gesloopt.
De Hofbogen verkeren in slechte staat. Het is woningcorporaties inmiddels wettelijk niet langer toegestaan om te investeren in projecten die niet direct te maken hebben met hun hoofdtaak. In 2014 bevestigde minister Blok dat hij geen toestemming zou geven aan de woningcorporaties om geld te steken in de renovatieplannen.
Anno 2017 is het meest zuidelijke deel, boven het voormalige station Hofplein, aangepakt. Er is daar een dakpark aangelegd. ProRail is begonnen met werkzaamheden aan het overige deel van het viaduct. Daar wordt het spoor ontmanteld en het dak lekvrij gemaakt. De toekomst van het rijksmonument is verder onduidelijk. Een woordvoerder van de gemeente Rotterdam gaf in december 2016 aan dat er nog geen concrete plannen zijn.
Sinds de jaren 2010 hebben zich meerdere horecazaken, winkels en creatieve ondernemers gevestigd in de (inmiddels opgeknapte) delen van de Hofbogen, net als muziekpodium BIRD. In 2019 zijn de Hofbogen verkocht aan vastgoedbedrijf Dudok. Tegelijk kondigde de gemeente opnieuw plannen aan voor de aanleg van een twee kilometer lang dakpark op de Hofbogen.

## HOV
Er is een ondernemers vereniging in de Hofbogen: de Hofbogen Ondernemers Vereniging, HOV. Er is ook een ruimte om te huren voor vergaderingen, workshops en bijeenkomsten: Locatie Hofboog.

## Fotogalerij

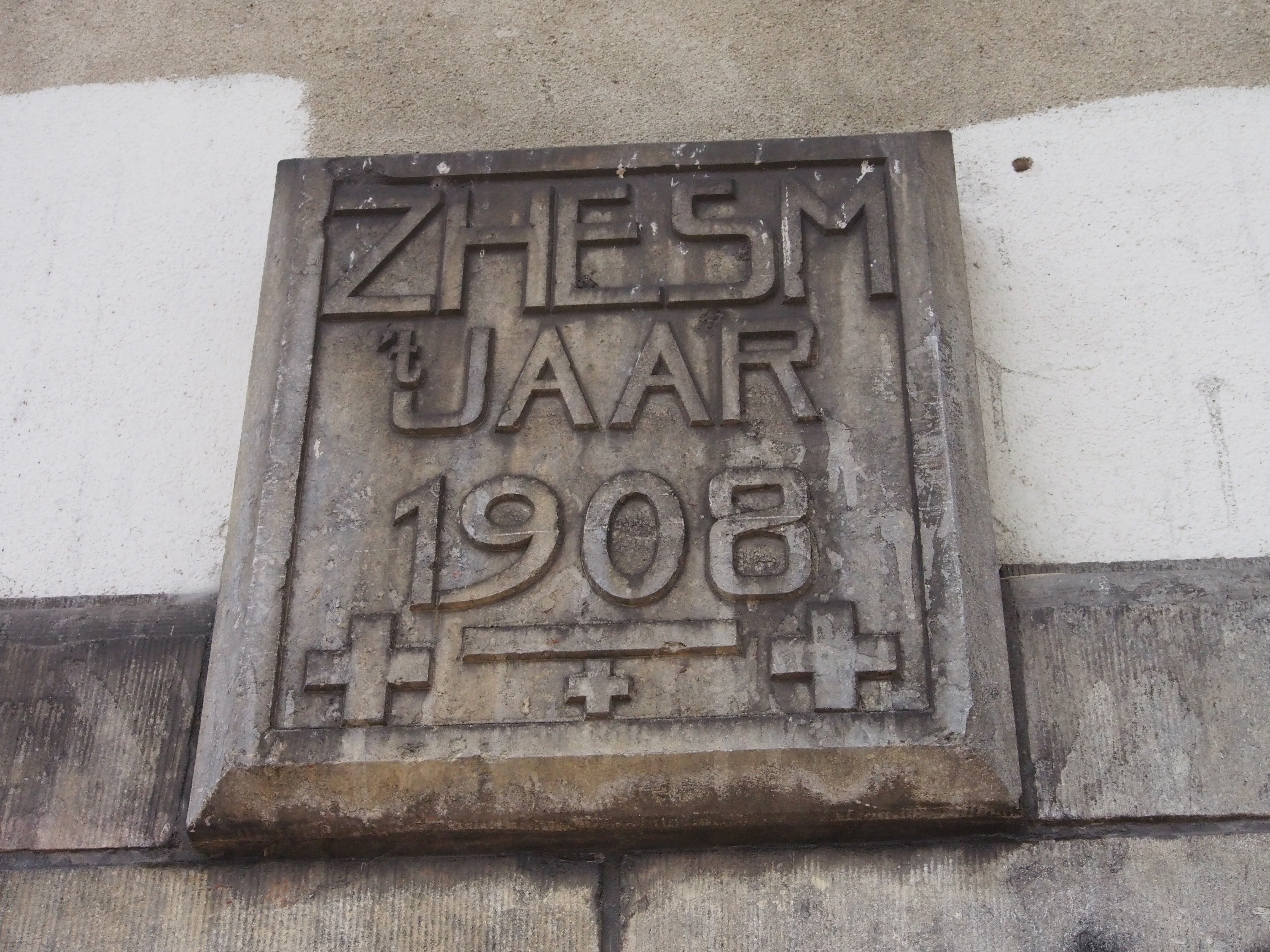
Hofpleinviaduct gedenksteen Zuid-Hollandsche Electrische Spoorweg-Maatschappij
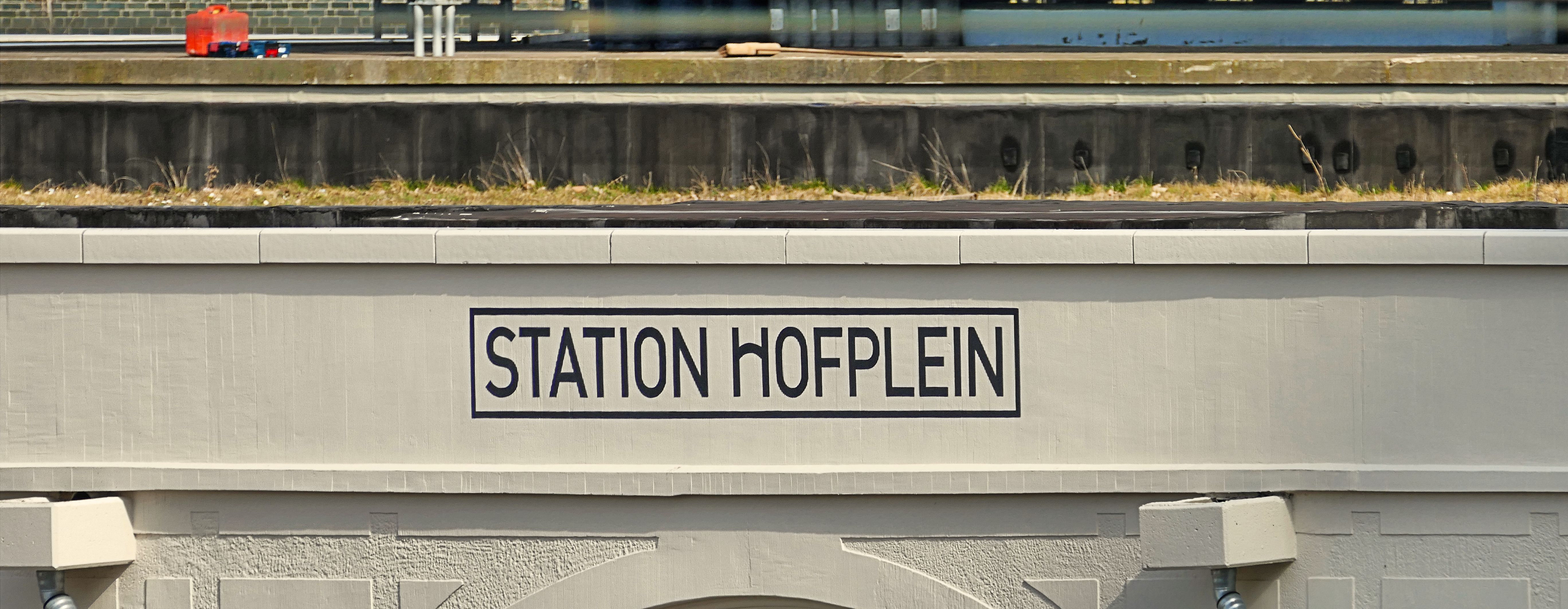
Voormalig station Hofplein
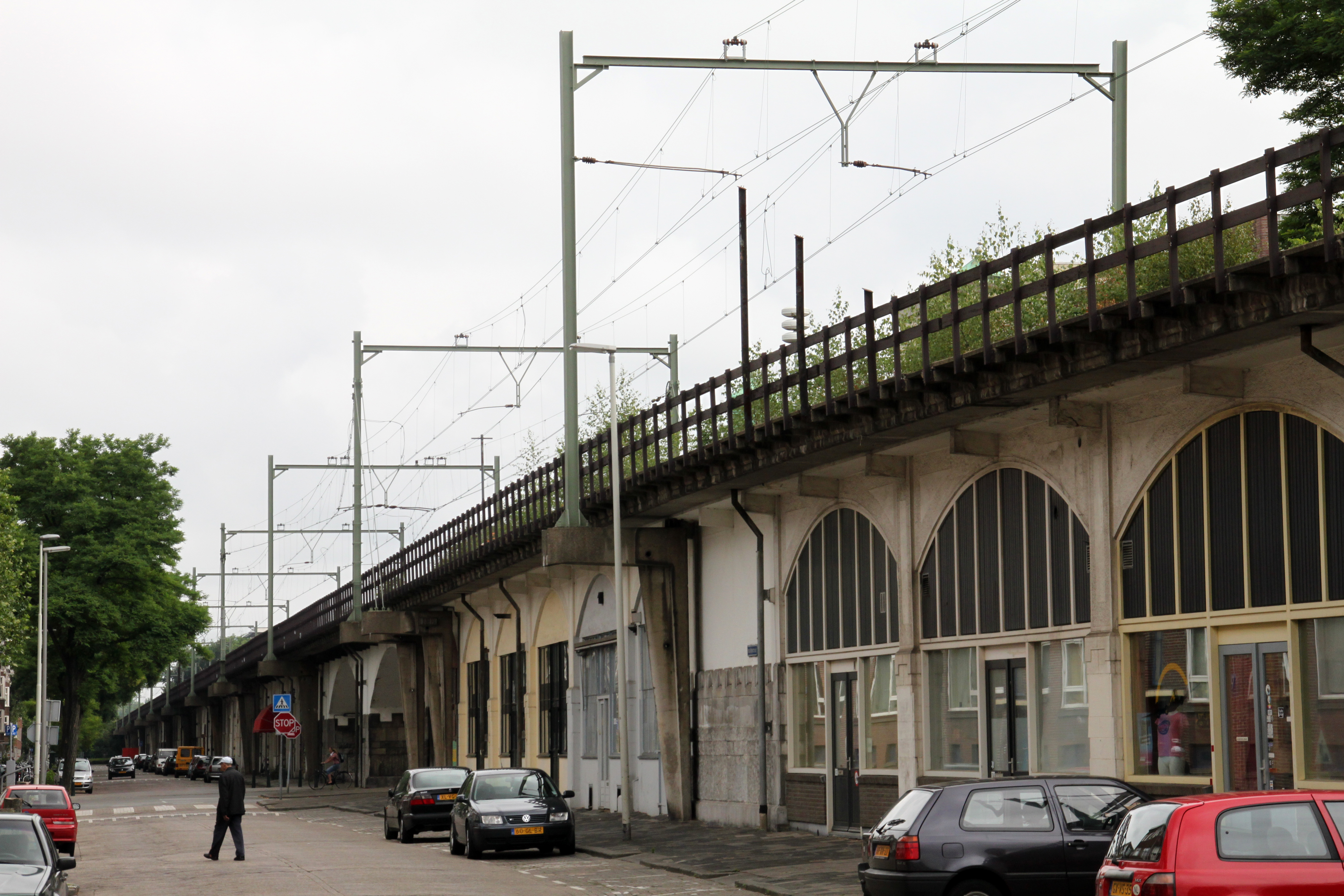
Het viaduct bij de Bergweg
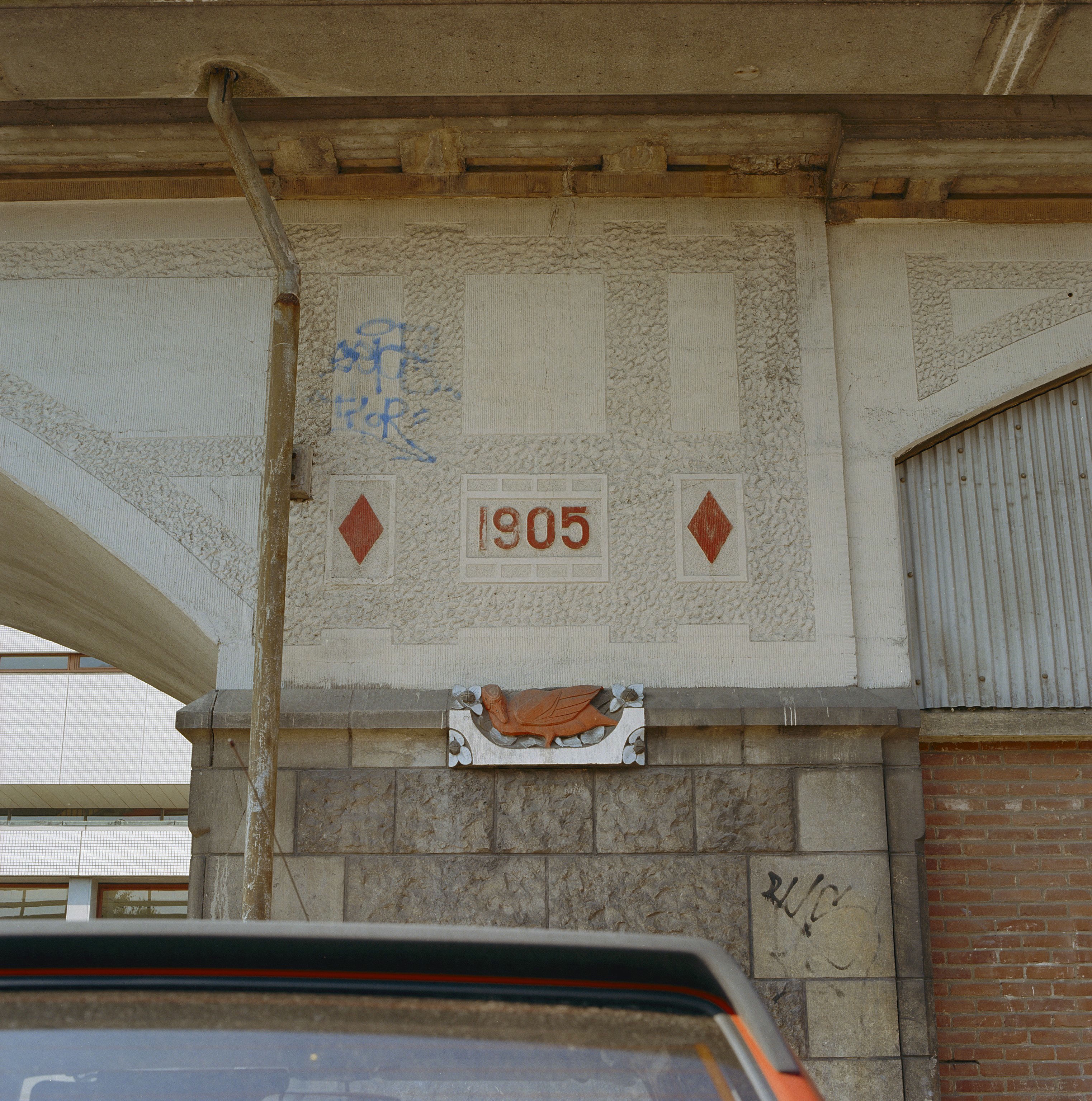
Ornamentatie
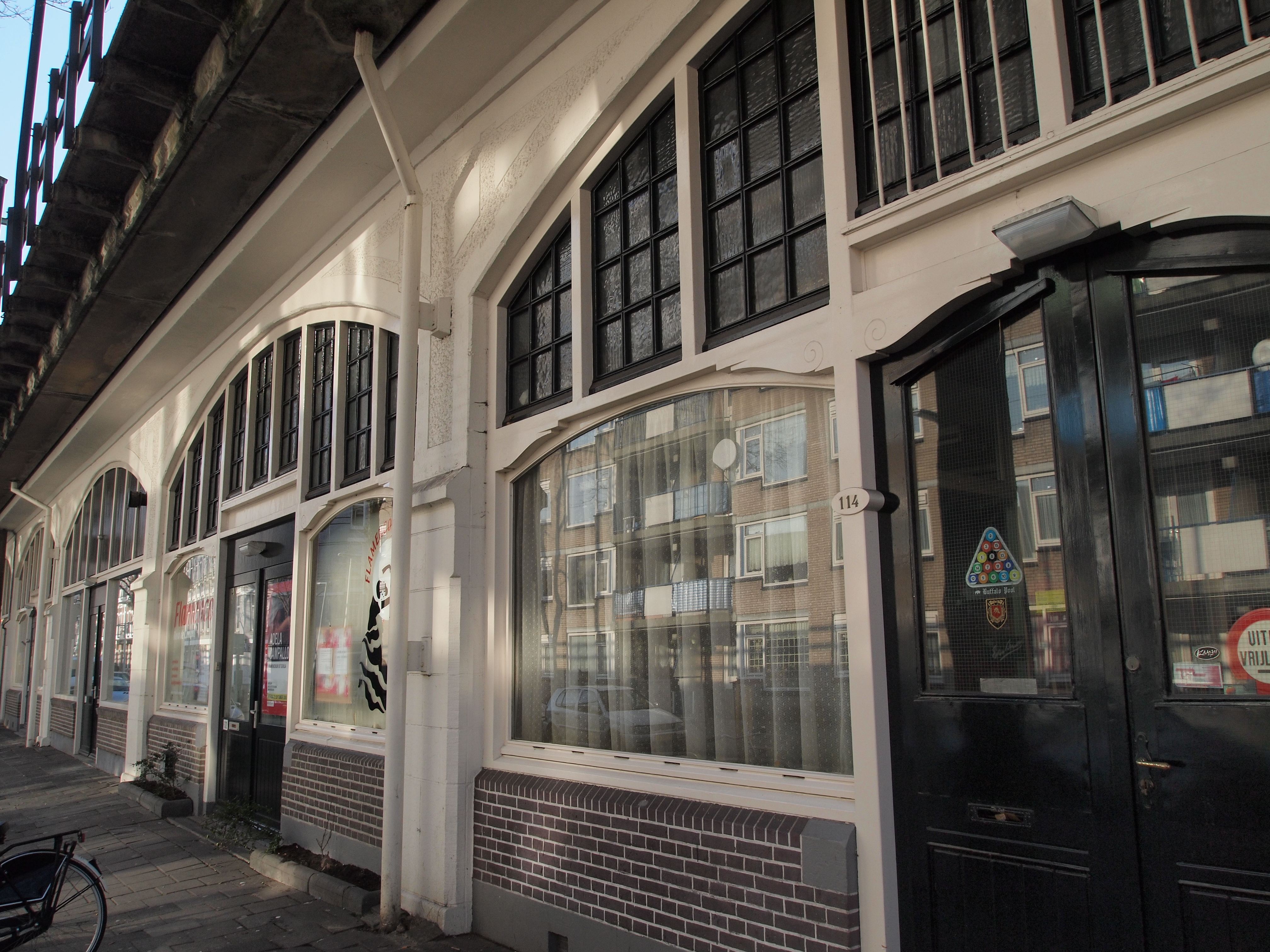
Gerestaureerde booggevels
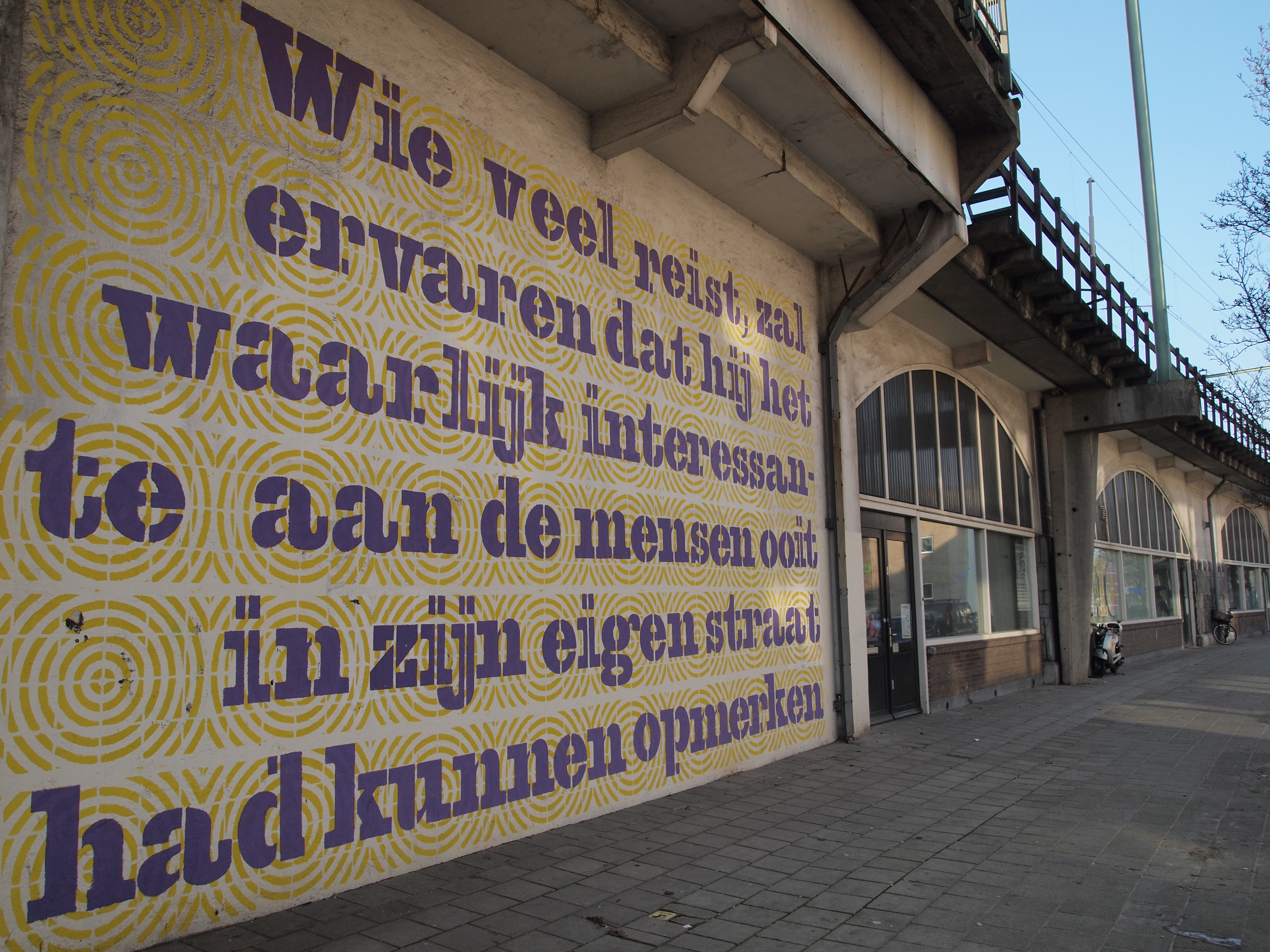
Citaat van Godfried Bomans
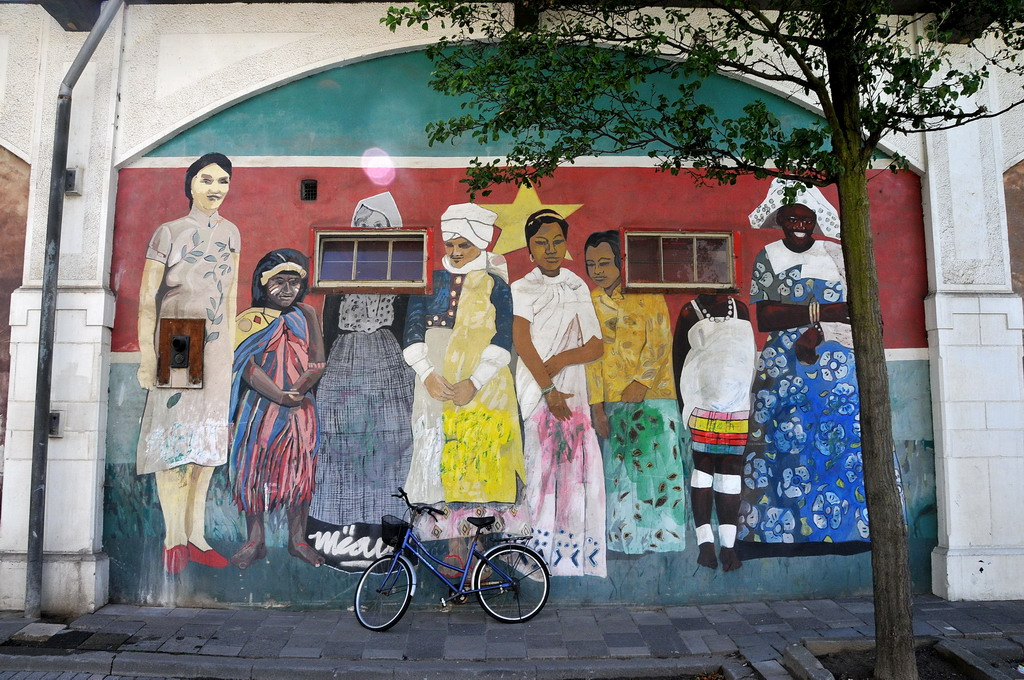
Muurschildering Voorburgstraat